# 池田昇平
池田昇平（1981年4月27日—），前日本職業足球員，日本20歲以下足球代表隊成員。

## 俱乐部生涯
2000年，池田昇平在清水心跳开始足球生涯。2005年转会至廣島三箭，2006年转会至仙台維加泰，2007年转会至市原千葉JEF聯，2011年转会至愛媛FC，2012年转会至FC岐阜。2012年，引退。

## 日本國家足球隊
池田昇平参加了2001年世界青年錦標賽。

## 外部連結
- （日語）J.League Data Site （页面存档备份，存于）